# Ferdinand Buomberger
Ferdinand Buomberger (geboren am 12. Dezember 1874 in Bütschwil; gestorben am 3. August 1946 in Weggis) war ein Schweizer Journalist, katholischer Schriftsteller, Statistiker und Schriftpsychologe.

## Leben
Ferdinand Buomberger studierte an der Universität Freiburg, wo er auch 1900 mit einer statistisch-historischen Arbeit promovierte. Von 1897 bis 1904 war er Direktor des Statistischen Amtes des Kantons Freiburg, Professor an der Handelsschule und Privatdozent an der Universität Freiburg.
Anschliessend arbeitete er als Journalist, war Redakteur der Ostschweiz, von 1907 bis 1913 der Schaffhauser Zeitung, dann bis 1919 der Winterthurer Volkszeitung und seit 1920 des Morgen in Weggis. Ab 1916 arbeitete er hauptberuflich als Schriftexperte und Graphologe. Ausserdem war er von 1905 bis 1915 Sekretär des Christlichsozialen Arbeiterverbandes, von 1913 bis 1918 war er Mitglied des Grossen Stadtrats in Zürich.
Neben seiner journalistischen Arbeit veröffentlichte er zahlreiche Schriften sowohl zu statistisch-politischen Themen, als auch religiöse Schriften, letzter vorwiegend unter den Pseudonymen Johannes Laikos und Bruder Augustinus. 1915 veröffentlichte er den Gedichtband Am Webstuhl. Ausserdem verfasste er 1911 das Lied vom Munotglöckchen.

## Werke
- Freiburg in der Schweiz und seine Umgebung. Veith, Freiburg 1894.
- Déplacement religieux et national dans la population suisse, spécialement dans celle du Canton de Fribourg. Freiburg 1899.
- Bevölkerungs- und Vermögensstatistik in der Stadt und Landschaft Freiburg um die Mitte des 15. Jahrhunderts. Dissertation Freiburg 1900; auch Stämpfli, Bern 1900.
- Die schweizerische Ehegesetzgebung im Lichte der Statistik. Universitäts-Buchhandlung, Freiburg 1901.
- Population du Canton de Fribourg en 1811 et son développement pendant le 19me siècle. Imprimerie Fragnière frères, Freiburg 1901.
- Ein Realindex der Tagespresse : Anregung unterbreitet dem internationalen Presskongresse in Bern 20–24 Juli 1902 = Un répertoire des articles de la presse quotidienne : essai publié à l'occasion du Congrès international de la Presse, à Berne du 20 au 24 juillet 1902. Buchdruckerei des Werkes vom hl. Paulus, Freiburg 1902.
- Frequenz der schweizerischen Hochschulen in den Jahren 1889–1903 : mit spezieller Berücksichtigung der Universität Freiburg. Buchdruckerei des Werkes vom hl. Paulus, Freiburg 1904.
- Der deutsch-schweizerische Handelsvertrag: Schematisch-kritische Darstellung. Buchdruckerei der Ostschweiz, St. Gallen 1905.
- Die schweizerischen Fabrikkrankenkassen: Ein Beitrag zur schweizerischen Sozialstatistik. Baessler & Drexler, Zürich 1906.
- Die schweizerische Ausländerfrage: Sozialstatistische Abhandlung. Verband der christlich-sozialen Organisationen der Schweiz, Zürich 1908.
- Soziale Gedanken eines schweizerischen Arbeitgebers vor 40 Jahren. Füßli, Zürich 1913.
- Die Arbeitsverhältnisse zürcherischer Ladentöchter und Arbeiterinnen. Müller, Zürich 1914, online.
- Am Webstuhl. Gedichte. Füssli, Zürich [1915].
- Kellnerinnenschutz und Kellnerinnenelend in der Schweiz. Räber, Luzern 1916.
- Gewerbliche Frauenarbeit in der Schweiz. Francke, Bern 1916.
- Katholische Grundsätze der Volkswirtschaft. Rigi-Verlag, Weggis 1926.
- Briefe an eine Frau im Dienste ihrer Lieben. Rigi-Verlag, Weggis 1926.
- Kommst auch Du? Eine Frage an katholische Jünglinge und Männer. Rigi-Verlag, Weggis [1929].
- Eucharistischer Lobgesang. Rigi-Verlag, Weggis 1930.
- Die Tageszeiten des Erlösungswerkes unseres Herrn Jesu Christi. Rigi-Verlag, Weggis [1930].
- Lebensweisheit. Rigi-Verlag, Weggis [1931].
- Exerzitien? Ein Aufklärungs-Schriftchen. Rigi-Verlag, Wegis 1931
- Soziale Frohbotschaft. Rigi-Verlag, Weggis 1934, 6. Aufl.
- Gelöbnis der Nachfolge Christi. Rigi-Verlag, Weggis [1934].
- Eine kurze Einführung in meine Untersuchungsmethode der Charakterbeurteilung aus der Handschrift. [Dr. F. Buomberger], Weggis 1934.
- Die Krisen-Initiative und ihre Gefahren. Rigi-Verlag, Weggis [1934].
- Bedenken gegen Freigeld und Freiland. Rigi-Verlag, Weggis 1934.
- Sozialismus und christliches Schweizervolk. Rigi-Verlag, Weggis [1935].
- Unsere Kulturkrise und die ewigen Gesetze. Rigi-Verlag, Weggis 1936.
- Eucharistische Anbetung. Rigi-Verlag, Weggis [1937].